# 파콰레강

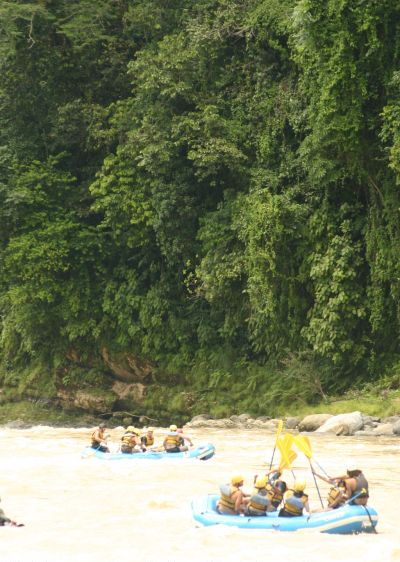
파콰레강

파콰레강(스페인어: Río Pacuare)는 코스타리카의 강이다. 카리브해로 흘러들어가는 이 강의 길이는 약 108km이다. 코르디예라 데 탈라만카(Cordillera de Talamanca)에서 발원하여 약 108km(67마일)를 카리브해까지 흐른다. 이곳은 급류 래프팅, 급류 카약, 리버보딩으로 인기 있는 장소이다. 강을 둘러싸고 있는 열대 우림에는 재규어, 원숭이, 오셀롯과 같은 이국적인 동물 종과 수많은 새들이 서식하고 있다. 래프팅을 연습하기 좋은 5대 강 중 하나로 꼽혔다.
코스타리카의 국영 전력 기관(Instituto Costarricense de Electricidad)은 1986년에 강에 수력 발전 댐을 건설할 가능성을 제안했다. 이 계획은 오염과 관광, 강과 주변 환경에 대한 기타 영향에 대한 우려로 인해 2005년에 최종적으로 거부되었다.